# Mekongina erythrospila
Mekongina erythrospila är en fiskart som beskrevs av Fowler, 1937. Mekongina erythrospila ingår i släktet Mekongina och familjen karpfiskar. IUCN kategoriserar arten globalt som nära hotad. Inga underarter finns listade i Catalogue of Life.